# Chiru jezik
Chiru jezik (SO 639-3: cdf; chhori), sinotibetski jezik iz Indije kojim govori oko 7 000 ljudi (2000 A. Khorong) iz plemena Chiru u indijskim državama Manipur, Assam i Nagaland; sela: Lamdangmei, Dolang, Senapati, Kangchup, Thangzing, Sadu, Bungte, Nungshai, Dolang Khunou, Uram, Charoi Khullen i drugima.
Najsličniji mu je je jezik chin mizo [lus] iz centralne kuki-činske podskupine, dok se chiru klasificira sjevernoj kuk-činskoj podskupini. Piše se bengalskim pismom

## Vanjske poveznice
- Ethnologue (14th)
- Ethnologue (15th)